# Beza

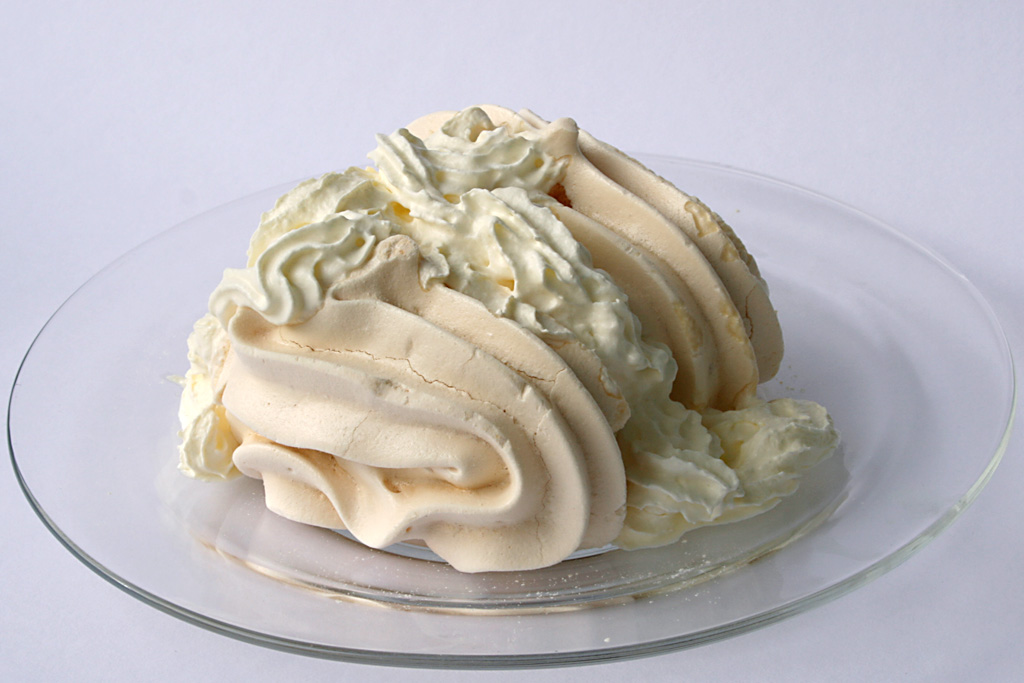
Beza z kremem

Beza – słodki wyrób cukierniczy wykonany z masy z białek jaj kurzych i cukru pudru (lub cukru kryształowego) upieczonej w niskiej temperaturze. Używane na ciastka oraz torty, wówczas przekładane bądź ozdabiane różnego rodzaju kremami. Bezy, jako ciastka, często podawane są bez dodatków, występują wówczas najczęściej w postaci małych, nieregularnych stożków. W zależności od temperatury pieczenia, ilości cukru oraz stopnia ostudzenia, bezy w środku są kruche (wysoka temp.) bądź lekko ciągliwe (niska).
W cukiernictwie najczęściej rozróżniane są trzy rodzaje bez:
- francuskie (łatwe do wykonania i najpopularniejsze) – sporządzane na zimno,
- włoskie – sporządzane z zaparzaniem,
- szwajcarskie – sporządzane na ciepło.

Bezy włoska i szwajcarska są znacznie sztywniejsze od francuskiej i dobrze zachowują kształt.
Drobne bezy w formie ciasteczek nazywane są często bezikami. Inne określenia, uważane często za przestarzałe lub zarezerwowane dla bez powstałych przez zaparzanie ubitych białek syropem z cukru, to marengi, merengi lub meryngi.